# Trichopeltospora
Trichopeltospora — рід грибів родини Microthyriaceae. Назва вперше опублікована 1958 року.